# Бабадаг (гора, Туреччина)
Баба (Бабадаг, застар. Краг; тур. Babadağ) — гора поруч з містом Фетхіє у провінції Мугла, на південному заході Туреччини.
Гора має основний пік заввишки 1969 метрів. Другий пік, званий Каратепе, має висоту 1400 метри. Ці дві вершини розділені долиною, тому Бабадаг також іноді називають гірським хребтом. Гора складається переважно з вапняка. На її схилах ростуть різноманітні рослини, зокрема ендемік Acer undulatum і ліси ліванського кедра .
Вершина також відрізняється близькістю до моря (менше 5 км). Це один із факторів, який робить її особливо вдалим і популярним місцем для польотів на параплані.

## Бабадаг, гора Краг і Антікраг
У стародавні часи гора Краг була головною вершиною Лікії.
Давньогрецький історик і географ Страбон, який у своїй «Географії» описує місцевість із заходу на схід, після мису Тельмісіди, згадує «Антікраг», на якому знаходиться населений пункт Кармілесс, а потім Краг, який має вісім «вершин» (або він мав на увазі «мисів»), і однойменне лікійське місто. Інше місто Пінар знаходилося біля підніжжя Крага.
Існують монети міста Краг періоду Римської імперії, з епіграфом Λυκιων Κρ. або Κρα. або Κραγ. Хребет Антікраг і Краг зображений на мапі у Спратта і Форбса як такий, що йде на південь від околиць Телмісса і утворює західний кордон нижнього басейну ріки Ксанф. Південна частина — це Краг. Напрямок хребта показує, що він повинен виходити до моря у вигляді мису. На карті узбережжя Караманії Френсіса Бофорта вказується висота Антікрага — 6000 футів. Дослідження цього узбережжя Бофортом почалося в Едібуруні, що означає «Сім Мисів», вузлі високих скелястих гір, які, ймовірно, були давньою горою Краг із Лікії. Руїни міста Пінар, як описував їх Страбон, знаходяться у східній частині цього хребта, приблизно на півдорозі між Телміссом і закінченням хребта на південному узбережжі. Між вершинами Краг і Антікраг існує перевал. Між двома головними піками знаходиться рівнина вистою 4000 футів над рівнем моря, і над нею більш ніж на 2500 футів підноситься найвища вершина Краг. Перша половина підйому на вершину з рівнини лежить через густий ліс, а інша — через голі скелі. З вершини відкривається вид на всю долину Ксанфа. Схил із боку моря настільки крутий, що з вершини видно хвилі, які розбиваються об підніжжя гори. Звісно ж, Страбон має рацію, коли описує долину або пониження, яке розділяє Антікраг і Краг. Підвищення «Сім Мисів» — це, ймовірно, і є вісім вершин, про які писав Страбон. Згідно зі Скілаком і Плінієм Старшим, там був мис Краг, який повинен був відповідати Семи мисам. У Хієрра Акра у Стадисмі, ймовірно, також відносяться до Семи мисів. Про розташування Крага між Ксанфом і Телміссом згадує Помпоній Мела, і він, ймовірно, описує ту ж саму частину хребта.

Карта Лікії, на якій зображені великі міста, гори і річки. Червоні крапки — це гірські піки, білі крапки — стародавні міста.

Ліси і скелі Крага оспівувалися поетами як місця, де зрідка зупинялася богиня Діана.